# John Lapli
Sir John Ini Lapli, född 1955, döpt 24 juni, död 18 januari 2025, Salomonöarna generalguvernör 7 juli 1999-7 juli 2004, en anglikansk präst, som också varit guvernör i provinsen Temotu 1998-1999.

## Fotnoter
1. ↑  läs online, solomons.gov.sb .[källa från Wikidata]
2. ↑  STATE FUNERAL PROGRAM FOR THE LATEFATHER SIR JOHN INI LAPLI, GCMGFORMER GOVERNOR GENERAL OF SOLOMON ISLANDS.THURSDAY (på engelska), läs online, läst: 1 februari 2025.[källa från Wikidata]